# بنفوليو
بنفوليو (بالإنجليزية: Benvolio)‏ هو شخصية إيطالية خيالية في رواية روميو وجولييت للكاتب وليم شكسبير. ينتمي لعائلة مونتيغيو وهو ابن عم روميو، ويظهر دوره في المسرحية كصانع سلام يخفق في محاولة لمنع العنف بين عائلته وعائلة كابوليت.